# Clostridium botulinum
Clostridium botulinum är en sporbildande grampositiv anaerob bakterie som tillhör släktet Clostridium och som producerar toxinet botulin. Det finns flera serotyper av bakterien: A1, A2, B, C, D, E, F och G. Bakterien finns sporform i jord och sediment på sjöbotten. Då och då ses utbrott av sjukdom orsakad av bakterien bland djur och fåglar. C. botulinum upptäcktes och isolerades först 1896 av Emile van Ermengem. 
Bakterien bildar sporer och kan därför överleva temperaturer uppemot 100°C. Bakterien orsakar sjukdomen botulism, som kan komma från kontaminering av konserverad föda. Denna typ av miljö är gynnsam för den anaeroba organismen som förökar sig och bildar ett toxin, botulin, som orsakar neuromuskulär blockering som leder till autonom och motorisk paralys. Toxinet får denna effekt genom att stoppa utsöndringen av signalsubstansen acetylkolin, vilket leder till förlamning av centrala nervsystemet (CNS). Toxinet förhindrar utsöndringen genom att irreversibelt binda till presynaptiska nervterminaler vid motorändplattan, varvid muskulär svaghet uppstår samtidigt som autonoma kolinerga presynaptiska nervterminaler påverkas. Bakterien bildar en endospor, i sportillståndet är denna ofarlig men i en anaerob miljö med pH över 4,5 och en temperatur som inte understiger 4°C aktiveras sporerna och bildar en vegetativ cell med en aktiv metabolism (ämnesomsättning).
Det bildade toxinet är värmelabilt och inaktiveras efter tio minuter vid 80°C.

## Symtom
De första symtomen visar sig 12-36 timmar efter förtäring av sporerna som är resultatet av felaktigt konserverad föda. Symtomen är illamående samt diarré som följs av förlamning av symmetriska delar av kroppen. Detta leder till kollaps av respirationssystemet. Långvariga symtom är bland annat synrubbningar och kan kvarstå upp till ett år.

## Behandling
Då antibiotika inte har någon verkan på Clostridium botulinum ges ett antitoxin (motgift) vid behandling av typ E-botulism. 
I Sverige är det apoteket CW Scheele i Stockholm som har antitoxinet i sin besittning. Det finns två typer av motgift, ett polyvalent antitoxin framställt från häst och ett heptavalent antitoxin framställt från får.
Övriga typer behandlas med understödjande terapi med resperatiosbehandling med en respirator i ett par månader.

## Prognos
Variationen är stor i symtomens svårighetsgrad, vilket påverkar prognosen. Om man drabbas av en kraftig förgiftning kan det dröja lång tid innan man uppnår remission. Effektdurationen för botulinumtoxin A är omkring 3 månader. Mortaliteten har i modern tid reducerats med 50 procentenheter från 60% till 10%.

## Former av botulism
Klassisk botulism är den form av botulism där förgiftningen sker på grund av felaktigt tillredda livsmedel som konsumerats utan att kokas i förhand som t.ex. hemkonserv, fiskläggning och vakuumförpackad korv samt fisk. 
Sårbotulism är precis som namnet antyder att förgiftningen skett genom att bakterier tagit sig in i ett sår där de kunnat föröka sig på grund av dålig blodförsörjning (syrefri miljö)
Spädbarnsbotulism är då barn får i sig bakteriens sporer som därefter förökar sig i barnets tarm. Som den primära smittkällan i USA har honung respektive jord angivits. Riskgruppen innefattar spädbarn under sex månader gamla. 

## Användningsområden
Botulinum-toxin är den verksamma beståndsdelen i preparat som Botox, Dysport, Xeomin och Neurobloc.

## I Sverige
Botulism är en sällsynt diagnos. Enligt Smittskyddsinstitutets statistik har 8 fall verifierats i Sverige mellan 1997 och 2012 varav flera importfall.
Clostridium botulinum har sedan 1969 har orsakat drygt tiotal inhemskt smittor. Botulism rapporterats i Sverige där det i fyra av fallen varit kryddsill som varit smittkällan, fyra personer har smittats av rökt lax och tre personer av gravad fisk.
För att verifiera misstanke kan toxin påvisas med PCR i blod, avföring, ventrikelinnehåll och rester av det födoämne som konsumerats. Anaerob odling kan också utföras på samma material. Odling och toxinbestämning görs i Sverige enbart vid Mikrobiologiska laboratoriet beläget i Skånes universitetssjukhus, Lund.
Botulism är så dödligt att det teoretiskt skulle räcka med 450 gram toxin för att utplåna hela mänskligheten. Clostridium botulinum är med i Guinness World Records (2006) som världens dödligaste toxin.